# Marqués de la Ensenada
Zenón de Somodevilla y Bengoechea,  I marqués de la Ensenada (Hervías, 20 de abril de 1702-Medina del Campo, 2 de diciembre de 1781), fue un estadista y político ilustrado español. Llegó a ocupar los cargos de secretario de Hacienda, Guerra y Marina e Indias. Asimismo, fue nombrado sucesivamente superintendente general de Rentas, lugarteniente general del Almirantazgo, notario de los reinos de España y caballero del Toisón de Oro y de la Orden de Malta. Fue consejero de Estado durante tres reinados, los de Felipe V, Fernando VI y Carlos III. Fue una figura clave en el diseño y aplicación de la Gran Redada, conocida oficialmente como Prisión general de gitanos, que fue el intento de exterminio de los gitanos que vivían en España.

## Biografía

### Nacimiento y juventud
Hijo de Francisco Somodevilla y Villaverde, hidalgo de la localidad de Alesanco, y de Francisca Bengoechea Martínez, de familia también hidalga de la localidad de Azofra, así pues pertenecía a una familia linajuda pero con problemas económicos. Se disputan dos localidades ser el lugar de nacimiento del marqués ya que se conservan dos partidas de bautismo, una en Hervías y otra en Alesanco. Este hecho seguramente se debe a que en el momento de su nacimiento su padre desempeñaba el puesto de notario apostólico (elaboraba escritos eclesiásticos) en la primera localidad, pero su hidalguía era reconocida en la segunda, razón por la cual se decidió bautizarlo también en aquella.
Francisco Somodevilla y Francisca Bengoechea se casaron en el año 1688 y tuvieron seis hijos que fueron cronológicamente: Juana, Teresa, Zenón, Julián, Sixta y Paula.
En el año 1705 la familia se trasladó a la localidad de Azofra en donde recibió los primeros estudios en su escuela parroquial, y después, en 1707, a Santo Domingo de la Calzada de manera definitiva. En esta última existe el palacio en el que pasó temporadas el marqués, y que mandaron construir su hermana, Sixta Somodevilla Bengoechea, y su marido, Juan Salcedo. El hijo de ambos y sobrino de Zenón, Germán Salcedo y Somodevilla, fue el primer marqués de Fuerte Hijar, miembro del Consejo de Castilla y subdelegado general de Teatros.
En el año 1720, cuando ya tenía dieciocho años, estaba trabajando de escribiente en una compañía consignataria de buques en Cádiz, aunque no se sabe cuándo llegó allí. Ese mismo año José Patiño fue a Cádiz y visitó el arsenal de la Carraca. Allí conoció a Zenón Somodevilla y se lo llevó a Madrid, en donde le introdujo como funcionario en la Armada el 1 de octubre de 1720.
Bajo la protección de José Patiño fue escalando puestos en la administración naval y, en 1737, fue nombrado secretario del almirante infante don Felipe. En 1743, a la muerte de José Campillo, fue llamado al ministerio por Felipe V.

### Servicio militar
Somodevilla se inició como marino participando en la conquista de Orán en 1732 y en las campañas del futuro Carlos III en el reino de Nápoles (1733-1736) durante la Guerra de Sucesión polaca, a causa de las cuales, y por recomendación del futuro Carlos III, sería nombrado por Felipe V marqués de La Ensenada el 8 de diciembre de 1736. Probablemente la elección de “la Ensenada” para el título se debe a un juego de palabras que don Zenón fue el primero en manejar: él era un “En sí nada”, un “Adán” (al revés “Nada”); “en un accidente seré nada”, le dijo a su amigo el cardenal Valenti.nota²
Sus primeros cargos de importancia los consiguió bajo el reinado de Felipe V. Ocupó distintos cargos durante los reinados de Felipe V, Fernando VI y Carlos III. Fue el autor de la Real Orden de 18 de octubre de 1737 que estableció la matrícula de mar.
En dicho reino italiano afianzó futuras amistades que, en el futuro, le resultarían de gran valor en su carrera política: el general Mina, el duque de Montemar o el marqués de Salas. Entre los primeros ensenadistas se cuentan sus amigos Alonso Pérez Delgado, oficial mayor en la secretaría de Marina desde 1747, Vicente de Candia y Baamonde, o el bilbaíno Agustín Pablo de Ordeñana (1711-1747).

## Primeros años al servicio de Fernando VI
Ensenada no era un gran reformista —de hecho, era más que nada un conservador—, pero impulsó con esfuerzo los cambios que creía necesarios con tal de limar los problemas que afectaban al sistema político español. En esa tarea invirtió todos sus esfuerzos y sentó un precedente y favoreció la labor de otros muchos ministros ilustrados que vinieron tras él. Sin duda, Ensenada puso las bases para la creación de la potente y orgullosa armada española del siglo XVIII.
Ministro clave del periodo junto con José de Carvajal y Lancaster, fue apoyado por el partido de la reina Bárbara de Braganza y de la familia de los Alba. Hombre prudente, halagó a los nuevos reyes con el apoyo del confesor padre Rábago y también gracias a su seductora presencia en la corte. Si bien su protagonismo fue superior en muchos aspectos al de Carvajal, se ganó bastante animadversión por parte del partido de la reina madre Isabel de Farnesio, aunque logró la exoneración de su rival el marqués de Villarías, Sebastián de la Cuadra y Llarena.
Era hombre —según dicen las crónicas— de carácter activo, inteligente, enérgico, responsable y muy autoexigente. Parece ser que mantenía un estricto horario, levantándose muy temprano y yendo a acostarse bastante tarde, lo que le permitía aprovechar sin dilaciones su tiempo al máximo. Ministro seductor y galán, se le atribuye una sentencia que afirma:

Los príncipes son todos buenos mientras no se les toca en sus antojos: quien quisiera cortarlos no lo logrará y perderá crédito.

Estas cualidades y otras muchas le valieron el interés del nuevo rey Fernando VI —segundo hijo de Felipe V y de María Luisa Gabriela de Saboya— para su promoción. También es cierto que el marqués fue amigo íntimo de la marquesa de la Torrecilla, dama de honor de la reina y amiga íntima de ésta, lo que le valió un seguro pase hacia el poder, y al año siguiente del ascenso de Fernando al trono, el marqués de La Ensenada fue nombrado secretario de la reina Bárbara de Braganza (esposa de Fernando) y capitán general. Sucesivamente ocupó las secretarías de Hacienda, Marina, Guerra y de Indias, casi todas las existentes.
En el primer gabinete de Fernando VI presidió la cartera de Estado el omnipresente Carvajal, Ensenada se encargó de las de Hacienda, Guerra, Marina e Indias; Alonso Muñiz y Laysequilla, marqués del Campo de Villar, de Gracia y Justicia; y el general Mina (reconocido amigo de Ensenada) en reformas internas del Ejército.
El objetivo de Carvajal fue desde siempre lograr un retorno a la católica y prestigiosa España de los Austrias, dándole al rey Borbón Fernando (nacido en España) una legitimidad paralela a la de grandes monarcas del pasado, como Carlos I o Felipe II. Con Felipe V eso fue totalmente imposible a causa de la perenne influencia francesa que tutelaba el país desde Versalles, aunque, como dijo un embajador francés de la época:

El gobierno de España ha sido francés en tiempo de Luis XIV, italiano durante el resto del reinado de Felipe V, y ahora será castellano y nacional.

El ministerio Carvajal-Ensenada nunca fue, a decir verdad, fuente de arduos conflictos. Si bien al final los reyes dieron mayor preeminencia a Ensenada, siempre conservaron en un lugar de honor a Carvajal. Siendo este, un hombre discreto, humilde, enemigo de excesivas confianzas y amigo de la austeridad, se desesperaba con el carácter festivo y más activo del marqués. Y es que Ensenada siempre tuvo un trato exquisito con la corte, hasta el punto de hacer célebres sus cenas, en las que invitaba a lo mejor de Madrid. A diferencia del introspectivo Carvajal, Ensenada no fue hombre de profundas reflexiones de autocrítica: 

Si yo discurriese y fatigase las potencias como ustedes —le decía a su amiga, la marquesa de Salas, en 1745— no tendría tiempo para servir mis empleos, porque no me alcanzaría para reñir pendencias y dar suspiros, pero empléolo en lo que conduce a desempeñarme, no permito se me hable de mi persona y tiro adelante.

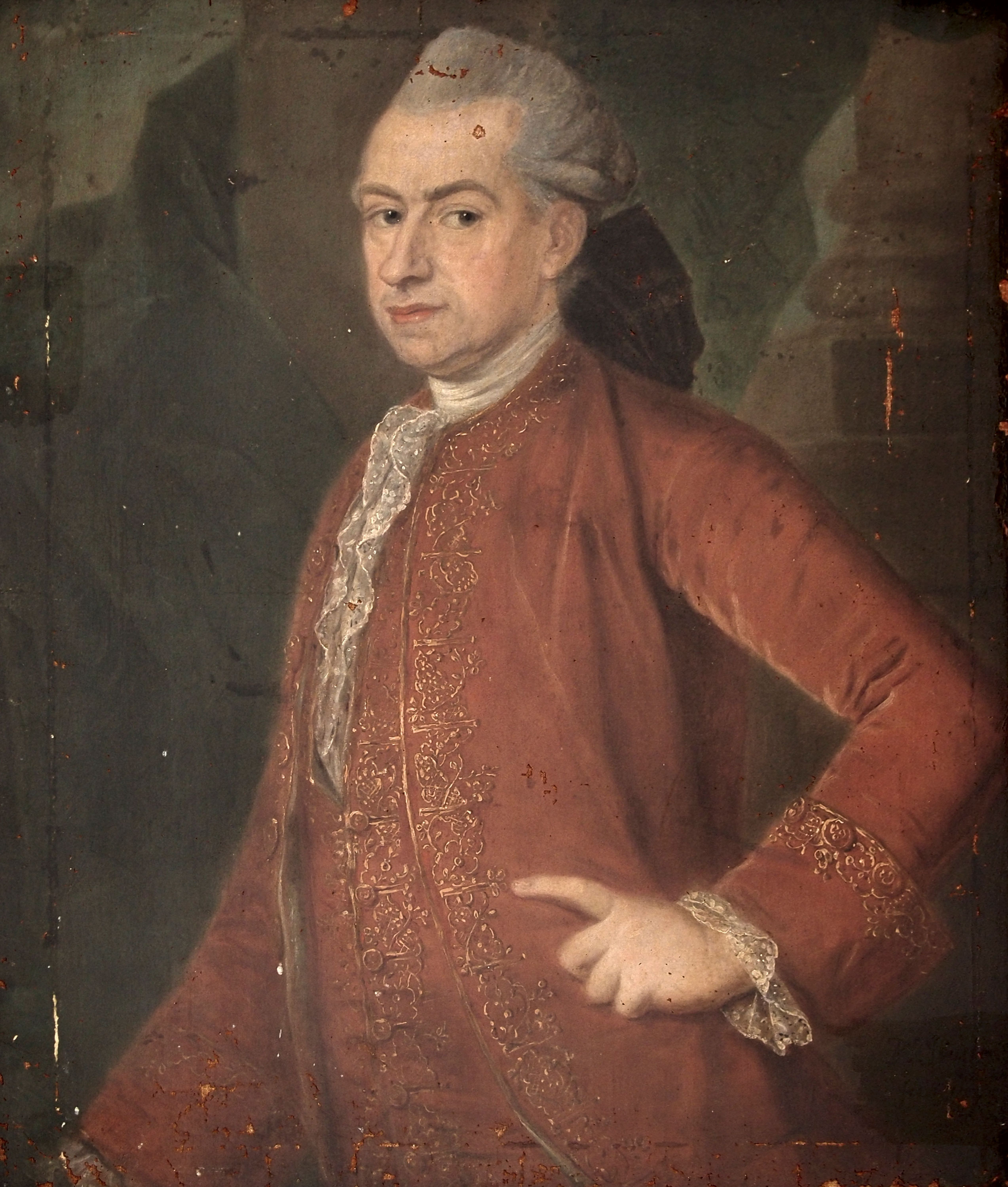
Retrato del marqués de la Ensenada, por Pierre Jouffroy, c. 1770, Museo de Valladolid.

Tampoco eran Carvajal y Ensenada del mismo parecer respecto al castrato italiano Farinelli, al que el marqués tenía en gran estima y simpatía mientras que, por el contrario, Carvajal nunca pudo acabar de soportarlo. El célebre cantante italiano fue amigo íntimo de la real pareja y labró su mayor fama en España organizando espectáculos para la corte con la colaboración de Ensenada. Por aquel entonces se podía decir que Madrid era la capital más culta de todo el continente, y el hispano Siglo de Oro de las Artes daba sus últimos coletazos, aunque quedase geográficamente lejos de la dinámicas que generaban París, Ámsterdam, Florencia y algunas ciudades alemanas. Para los festejos reales en Aranjuez se enviaron múltiples partituras musicales a la corte española, siendo Fernando VI y su esposa conocidos melómanos (en particular la reina, brillante alumna de Domenico Scarlatti tocando el clave).
Es a partir de 1752 cuando Farinelli y Ensenada idean la llamada escuadra del Tajo, una flotilla de falúas reales inspirada en la música acuática de Händel que Farinelli había presenciado en su estancia en Inglaterra. Las naves desde donde los monarcas y sus cortesanos podían navegar entre música y caza por las aguas del río Tajo a su paso por el Real Sitio de Aranjuez fueron un símbolo de este reinado de cultura y refinamiento.
En 1748 el marqués asume y se hace cargo definitivamente de todas las riendas del gobierno de España. Junto al inestimable apoyo de Carvajal, que mantiene ante el rey su política neutral de pacifismo en una Europa en guerra, Ensenada reordena y organiza con óptimos resultados la Real Hacienda, la Justicia, los sistemas municipales, la gobernación de Ultramar y, sobre todo, la Armada.
La Armada le interesa enormemente, dado que es la llave del dominio imperial español y de la defensa de las costas peninsulares ante los posibles ataques de otras potencias. Además de su actividad diaria como ministro, sus proyectos experimentan una energía incansable: en un mismo año presenta ante el rey unas interesantes reformas hidrológicas en el canal de Castilla, el intercambio de sabios e intelectuales y la promoción de visitas científicas de extranjeros a España, la Academia de Medicina, el Observatorio Astronómico, la confección de un mapa exacto de la geografía española, la cría de mejores caballos para el ejército español, nuevas ordenanzas de Artillería y la supervisión de la imprescindible defensa de costas.

### Prisión General de Gitanos
Con la autorización del rey de España, Fernando VI, Ensenada organizó una operación secreta, ejecutada de manera sincronizada en todo el territorio español el miércoles 30 de julio de 1749 y conocida como Gran Redada o Prisión General de Gitanos. Tuvo por objetivo arrestar a todos los gitanos del reino, separando a los hombres de las mujeres a fin de lograr la extinción de la etnia. Ya en el primer día de la acción fueron detenidos entre 9000 y 12 000 gitanos. Los varones gitanos mayores de siete años fueron encadenados e internados en arsenales donde realizaron trabajos forzados. Las mujeres y los niños pequeños lo fueron en cárceles y fábricas. Sus bienes fueron confiscados. Esta acción finalizó en 1763.

## Reformas de Ensenada

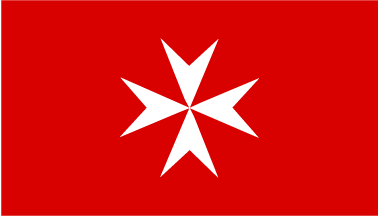
Orden de Malta

Apenas firmado un decreto, ya había otro o más de uno esperando sobre la mesa de Fernando VI. El marqués se encarga de saberlo todo: sabe tratar con suma elegancia y picardía a los embajadores acreditados en Madrid; conoce al dedillo el estado de las fuerzas de infantería que están estacionadas en Nápoles o en cualquier otro punto de la Italia borbónica; de los navíos de línea que anclan en la bahía de Cádiz... Ensenada está en todo. Gracias a su labor, la política europea empieza a hacerse en Madrid. Las distintas cancillerías saben que es él quien manda, y con él negocian.
Será tras la firma con los Borbones de Francia del Segundo Pacto de Familia, en 1743, y la Paz de Aquisgrán, de 1748, cuando Ensenada tendrá manos libres para dedicar todo su tiempo a los asuntos internos de España, acometiendo sus innovadores proyectos.
Las reformas de Ensenada son muestra perfecta de la labor de un ministro ilustrado:
- Se aprueba un nuevo modelo de Hacienda en 1749 que sustituye los impuestos tradicionales por el impuesto único del catastro (catastro de Ensenada). Sin embargo, jamás llegó a aplicarse a causa de la oposición nobiliaria a tal medida. También se redujo la subvención del Estado a las Cortes y al Ejército, pero esta reforma tampoco se dio por completada a causa de la oposición de la nobleza.
- Lógica abolición de las rentas provinciales y un nuevo decreto sobre baldíos, más reglamentos sobre casas y caballerizas reales y nuevas ordenanzas de obras y bosques. Los métodos ahorrativos de Ensenada lograron un oportuno excedente de trigo que, por ejemplo, fue vital para solucionar la mala cosecha en Andalucía en 1750.
- Mejora de la carretera del puerto de Guadarrama a la altura de San Rafael (entre Madrid y Segovia) y fijación de aranceles.
- Mejora de la navegación fluvial del Ebro hasta Tortosa y mejora, asimismo, de los puertos de Barcelona y de Palma de Mallorca.
- Creación de fábricas de jarcia y lona, del Real Colegio de Cirugía de la Armada en Cádiz, impresión de códices en árabe o griego, un proyecto sobre la creación de un archivo histórico en Madrid.
- Creación del Giro Real en 1752: se trata de una entidad bancaria que favorece las transferencias de fondos públicos y privados fuera del país. Todas las operaciones de intercambio con el extranjero quedan en manos de la Hacienda Real, y así sale beneficiado el Estado. El resultado fue inmejorable: al año de funcionar ya se habían recaudado 1 831 911 escudos, y sin necesitar las remesas de Indias que tanto auxiliaban la economía española con Felipe V. Sin duda, este es un claro antecedente del futuro Banco de San Carlos, que se instauró gracias a Carlos III. El desahogo de la Real Hacienda gracias a estas medidas es ya un hecho. De hecho, el marqués ya comentó en varias ocasiones:

Las monarquías bien gobernadas cuidan con preferencia a todo del Real Erario y de que todos los vasallos no sean pobres.

- Se impulsa el comercio con las colonias de América. Su misión es acabar con el monopolio de Indias, así como eliminar la corrupción del comercio colonial. Así, se incrementaron los ingresos y disminuyó el fraude. En los reinos de la península se eliminan las aduanas interiores y se liberaliza el comercio.
- Creación en 1752 de la Real Academia de Bellas Artes de San Fernando, enmarcada en plena Ilustración.

A sus 44 años, el marqués alcanzó la cima de su carrera. Había logrado que la monarquía española fuera recuperando un esplendor que tantos años de guerras inacabables habían ensombrecido:

Porque rica, la Monarquía respetada de todos será, y pobre, de todos será despreciada.

En 1750 recibe con todos los honores la Orden del Toisón de Oro y la Gran Cruz de Malta, pero eso no disminuye ni mucho menos su humildad y ritmo de trabajo: tres años más tarde ya logra encauzar con resultados satisfactorios las imprescindibles relaciones entre España y la Santa Sede. Son importantes sus relaciones con los Banfi, Orcasitas, Francia, Mogrovejo... y altos cargos, como el cardenal Valenti, secretario personal del papa, y el auditor Manuel Ventura Figueroa.
También trabó amistad con Antonio de Ulloa y Jorge Juan, que enviaron informes, técnicos navales, ingenieros de caminos, de canales y fabricantes textiles, vidrios, armas. El concordato con la Santa Sede de 1753 garantizaba a la monarquía española el pleno apoyo de la Iglesia a cambio de beneficios económicos y el reforzamiento del poder papal sobre los clérigos españoles, aunque el Estado salía reforzado por encima del papa. Gracias al concordato incluso se le ofreció el cardenalato al marqués, pero este lo rechazó.
En 1750 ya se había firmado también el Primer Tratado de Límites entre España y Portugal, un acuerdo que Ensenada logró paralizar solicitando el apoyo del rey de Nápoles, el futuro Carlos III de España, porque beneficiaba en demasía a Gran Bretaña a través de su tradicional alianza con Portugal.
Gracias al decisivo impulso de Ensenada se construyen también los tres grandes arsenales clásicos en que quedarán apoyadas para siempre la Marina y la flota de guerra españolas: Ferrol, Cartagena y La Carraca.
Compitiendo en el mar contra la poderosa flota británica, el marqués aconseja en 1748 que el experto marino Jorge Juan y Santacilia vaya de visita a Gran Bretaña para informarse y conocer a fondo a los mejores técnicos navales del momento. Será así como proyecte y haga realidad la construcción para España de una flota digna en calidad a la británica, con un aumento de por lo menos 60 navíos de línea y 65 fragatas listas para operar. Asimismo, Ensenada eleva el Ejército de tierra a 186 000 soldados y la Marina a 80 000.
Pese a las enormes e interesadas presiones de Gran Bretaña para lograr la destitución de tan competente ministro de Fernando VI, por vía del embajador español en Londres Ricardo Wall, el marqués de la Ensenada se adelanta y presenta su dimisión ante el rey, aunque finalmente este no se la acepte. El monarca se ha acostumbrado al eficaz trabajo de su primer ministro y ya no puede prescindir de él: leal, activo, cauto, incansable... Manda un nuevo informe al rey, previo a las Reales Órdenes de 1751, en donde le detalla cuáles son sus próximos proyectos:

Proponer que Vuestra Majestad tenga iguales fuerzas de tierra que la Francia y de mar que la Inglaterra, sería delito, porque ni la población de España lo permite ni el Erario puede suplir tan formidables gastos; pero proponer que no se aumente el ejército y que no se haga una marina decente sería querer que España continuase subordinada a la Francia por tierra y a la Inglaterra por mar.

Consta el ejército de Vuestra Majestad de 133 batallones (sin ocho de marina) y 68 escuadrones: vista la distribución por plazas y guarniciones resulta que solo vienen a quedar para campaña 57 batallones y 49 escuadrones. Francia tiene 377 batallones y 255 escuadrones, por lo que se halla con 244 batallones y 167 escuadrones más que Vuestra Majestad y a principios de 1728 llegaba su ejército a 435.000 infantes y 56.000 caballos. La Armada naval de Vuestra Majestad solo tiene presentemente 18 navíos y 15 embarcaciones menores; Inglaterra tiene 100 navíos de línea y 188 embarcaciones menores. Yo estoy en el firme concepto de que no se podrá valer Vuestra Majestad de la Francia si no tiene 100 batallones y 100 escuadrones libres para poner en campaña, ni de la Inglaterra si no tiene 60 navíos de línea y 65 fragatas y embarcaciones menores.

Hay que tener en cuenta que la población española llegaba por aquel entonces a unos nueve millones cuatrocientos mil habitantes, según los estudios de Miguel Artola basados en el catastro que el mismo Ensenada encargó en 1756.

Por antipatía y por interés serán siempre los franceses e ingleses enemigos entre sí, porque unos y otros aspiran al comercio universal, y el de España con América es el que más les interesa.

Teniendo vuestra Majestad 60 navíos de línea y 65 fragatas, como propongo, y 100 batallones y 100 escuadrones, que propongo también, la Francia galanteará a nuestro gobierno para que juntos ataquemos a la Inglaterra, y la Inglaterra nos ofrecerá su alianza para atacar a la Francia, y de esta manera Francia y la Inglaterra perderán su dominio en tierra y mar y se convertirá Vuestra Majestad en el árbitro de la paz y de la guerra.

El marqués supo desde el primer día que lo vital para España era pues, saber con qué efectivos exactos se disponía para la defensa militar. Una potencia europea de aquel tiempo no podía dejar de ser menos que las poderosas Francia e Inglaterra. Decía el marqués que: 

Los soldados en tiempo de paz deben estar en los campos, trabajando y procreando.

El ministro inaugura un periodo de "paz con todos y guerra con nadie":

que conozcan las potencias extranjeras que hay igual disposición en el rey para empuñar la espada que para ceñir las sienes con oliva.

## Destitución y últimos años
El marqués llegó a decantarse más por Francia que por Gran Bretaña, aunque los británicos lograron su final destitución en 1754 a causa de una serie de intrigas en palacio. El clima empezó a enfriarse desde 1750-51. La razón fue su actuación al margen del monarca, porque pretendía preparar en La Habana una flota dispuesta a asaltar las posesiones inglesas de Campeche y Belice.
Era su política francófila la que delataba sus intenciones, así que el rey, mostrándose partidario de la máxima neutralidad posible, lo destituyó. Había demasiado riesgo ante un nuevo conflicto con Gran Bretaña en el Caribe. Las intrigas inglesas, del embajador Keene, y francesas, del embajador Duras, intentaban forzar una entrada en guerra de España, pues la guerra de los Siete Años entre Francia y Gran Bretaña no se hacía esperar. Los incidentes diplomáticos de gran calado acabaron por afectar al mismo Ensenada, que sabía que el conflicto internacional no tardaría en estallar y que, sin duda, España debería contar con la flota ya lista para plantarle cara a Inglaterra.

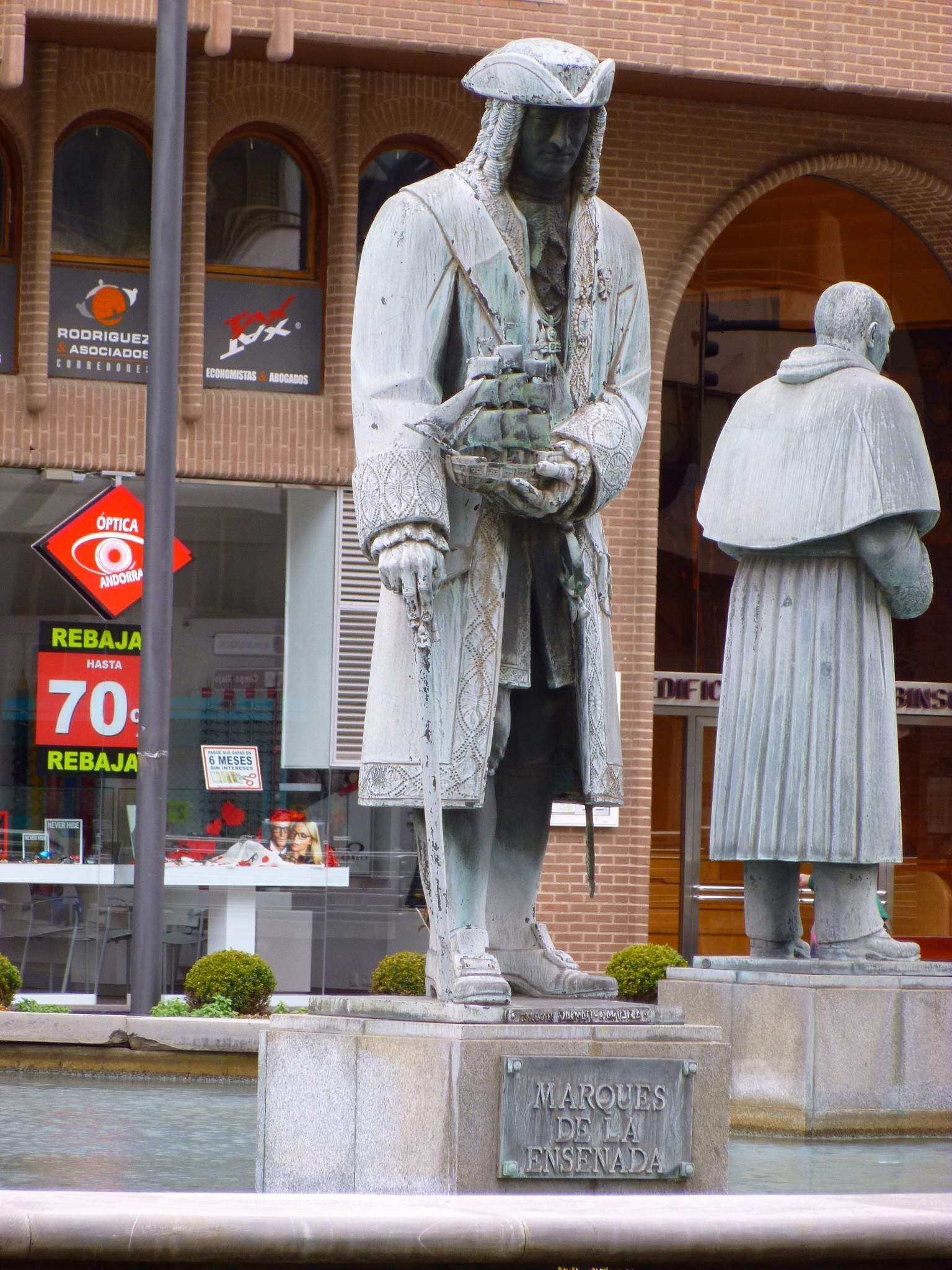
Estatua del marqués de La Ensenada en la Fuente de los Riojanos Ilustres, en Logroño.

Intentando forzar una guerra entre España y Gran Bretaña, Francia y sus agentes en Madrid dieron apoyo a la secreta intervención que preparaba el marqués para atacar a los colonos ingleses instalados en Belice y Mosquitia.
Fernando VI recomendó a Carvajal hablar con Ensenada, mientras que la reina Bárbara sospechaba cada vez más de él a raíz de la pugna de este con el embajador portugués, Vilanova de Cerveira, y sus diferencias en el conflicto con los jesuitas de Paraguay. La retirada del favor de la reina fue decisiva para la caída en desgracia del marqués.
El duque de Huéscar, amigo del soberano, presionó asimismo a Fernando VI, siguiendo las orientaciones de Carvajal para mantener una opción neutral a toda costa. Sin embargo, la repentina muerte en abril de 1754 de José de Carvajal propició aún más que los hechos se acelerasen. El embajador británico, Benjamin Keene, buscó pruebas incriminatorias contra Ensenada con la ayuda de Ricardo Wall (con ascendencia irlandesa y sucesor de Carvajal). Finalmente, parece ser que se hallaron las órdenes de guerra firmadas por el marqués sin conocimiento del rey, lo que acabó por llegar a conocimiento de Fernando.
A las 12 de la noche del 20 de julio de 1754, el marqués de la Ensenada fue arrestado en su casa de Madrid por orden del rey, acusado de alta traición a la Corona por ocultamiento de órdenes de guerra. Si bien no se le condenó al exilio, sí que fue desterrado a provincias, pasando a residir "bajo vigilancia" en Granada y, más tarde, logrando permiso regio, el 21 de diciembre de 1757, para instalarse en El Puerto de Santa María, en Cádiz. En ambas localidades continuaría disfrutando, sin embargo, de influyentes amistades y apoyos, lo que le hizo su castigo algo más llevadero. Los objetivos ingleses de apartar a Ensenada del poder se habían cumplido; «no se construirán más buques en España» anotó satisfecho el embajador británico.
Sustituyeron al ministro Juan Francisco Gaona y Portocarrero, II conde de Valdeparaíso en Hacienda, Sebastián de Eslava como Secretario de Guerra, Julián de Arriaga en Marina y Ricardo Wall en Indias.
Mientras tanto, la mayoría de los ensenadistas de la Corte fueron desterrados o apartados de los resortes del poder en que se habían instalado. Ricardo Wall siempre tuvo temores de posibles represalias por la conjura que había organizado junto al embajador británico para lograr la caída en desgracia del ministro, y por ello sembró Madrid de pasquines contra el marqués e inundó de rumores de conspiraciones con la Farnesio todos los círculos políticos. No le fue fácil acabar con el confesor padre Rábago, pero también éste fue apartado por orden del rey. Únicamente Farinelli mantuvo su lugar gracias al firme apoyo de Bárbara de Braganza, aunque nunca más quiso volver a inmiscuirse en política.
La llegada de Carlos III todavía le supuso un fugaz retorno a la corte española, en 1760, aunque contra lo que pronosticaron los ensenadistas, Carlos III jamás hizo demasiado caso al retornado marqués, lo que cerró definitivamente la etapa política de este. El político trató de resumir al nuevo rey sus planes económicos en la Instrucción Reservada a la Junta de Estado, y de alguna manera logró que algunas de sus reformas se aplicaran hasta 1766. El estallido del célebre motín de Esquilache le perjudicó gravemente, dado que fue un cabeza de turco más junto al ministro italiano. De hecho no está del todo clara su participación en la conjura que dio lugar al motín, tal vez obra de agentes británicos en Madrid, aunque Carlos III decidió destituirle también para acallar la protesta popular. Perdió entonces los cargos de consejero de Estado y Hacienda y miembro de la Junta del Catastro.
Ensenada nunca se casó, pero fueron muchos sus aliados y amigos: desde el padre Isla hasta Torres Villarroel pasando por Farinelli, Nicolás de Francia (I marqués de San Nicolás), el arnedano Pedro Salvador Muro y Alonso (I marqués de Someruelos) y el conde de Superunda, virrey del Perú. Tuvo fama de católico y jesuita, aunque un pasquín de 1754 decía que «no se le conoció confesor».
Exiliado por orden real a Medina del Campo, el marqués de la Ensenada falleció en dicha villa castellana el 2 de diciembre de 1781, sin poder salir jamás de allí y tras 15 años de inactividad política.

### Colección de arte
Fue propietario de una importante colección de arte, que salió a la venta; varias de sus mejores pinturas ingresaron en la colección real en 1768 y se conservan ahora en el Prado: Judit, único cuadro de Rembrandt en el museo madrileño, Gaspar de Guzmán, conde-duque de Olivares, a caballo de Diego Velázquez, Rubens pintando la alegoría de la Paz de Luca Giordano, La Virgen y el Niño adorados por san Luis, rey de Francia de Claudio Coello, Judith y Holofernes de Tintoretto, San Pedro liberado por un ángel de Guercino y Cristo muerto sostenido por un ángel de Alonso Cano. El inventario que reflejó tal compra fue realizado por Anton Raphael Mengs, asesorado por Tiepolo.

## Consideraciones posteriores y valoración de su labor
Elogiado por Cabarrús y Canga Argüelles, su política, en línea con la iniciada por Patiño y Campillo en el reinado de Felipe V y seguida por los colaboradores de Carlos III, fue reconocida con posterioridad a su defunción. Sin embargo, a pesar de su talante reformista, desde la perspectiva actual la valoración de su gobierno está marcada por la persecución del pueblo romaní.
En 1869 sus restos mortales fueron trasladados al Panteón de Marinos Ilustres de San Fernando, y empezaron a editarse obras retrospectivas sobre su labor al frente de la política española. Varios estudios de interés son los de Domínguez Ortiz —máximo especialista en la materia— o Rodríguez Casado en su Política y políticos de Carlos III, o Antonio Rodríguez Villa en su Don Cenon de Somodevilla, marqués de la Ensenada.
Otros títulos de fácil consulta en bibliotecas son una biografía de A. Manzanares (editada en Logroño en 1966) o el estudio sobre la reforma fiscal que publicó A. Matilla Tascón en El Catastro de Ensenada.
Actualmente, existe un Colegio Mayor Universitario en Madrid que lleva su nombre, que pertenece a la Real Asociación de Hidalgos de España o el cuartel militar del Marqués de la Ensenada de Medina del Campo en Valladolid, que fue destruido por las tropas napoleónicas siendo levantado nuevamente por Alfonso XII tras ver los planos antiguos del acuartelamiento y el lugar idílico donde se situaba, muy cerca de donde muriera Isabel la Católica. A día de hoy dicho acuartelamiento, uno de los más antiguos y bellos del país, ha quedado en el olvido por parte del Ministerio de Defensa español.

## Títulos y órdenes

### Títulos
- I marqués de la Ensenada[4]

La enumeración no exhaustiva de sus títulos y empleos es la siguiente:

Don Zenon de Somodevilla Marqués de la Ensenada, Caballero de la insigne Orden del Toyson de Oro, creado en 12 de abril de 1750, y de la Orden Real de San Genaro, Caballero Comendador de Piedrabuena, y de la Peña de Marros de la Orden de Calatrava, Gran-Cruz de la de Malta, Consejero de Estado, y Capitán General honorario de la Real Armada.

Sirvió los empleos de Comisario de Provincia, de Guerra, y Ordenador de Marina: Ministro de ella en los tres Departamentos de Cádiz, Ferrol y Cartagena, y de las expediciones de Oran y de Italia: Intendente de Marina, y Secretario del Almirantazgo general de España i Secretario de Estado y Guerra del Serenísimo Señor Infante Don Felipe Duque de Parma: Intendente del exército que pasó con S. A. á Italia: Secretario de Estado y del Despacho de Guerra, Marina, Indias y Hacienda de los Señores Reyes Don Felipe V , y Don Fernando VI: Superintendente general del cobro y distribución de ella: Presidente de las Juntas de Comercio, Moneda, Minas y Tabaco: Lugarteniente general del Almirantazgo general de España y de las Indias, y Secretario de la Reyna Doña María Bárbara de Portugal, esposa del Señor Rey Don Fernando VI.

### Órdenes

#### Reino de España
- Caballero de la Orden del Toisón de Oro. (N.º 733) (12 de abril de 1750)[4]
- Caballero de la Orden de Calatrava[4]
- Comendador de Piedrabuena y de Peña de Martos, de la misma Orden[4]

#### Extranjeras
- Caballero de San Genaro (Reino de Nápoles)[4]
- Caballero Gran Cruz de la Orden de San Juan (Orden de Malta)[4]